# 約翰尼斯·里埃斯塔普
約翰內斯·巴普蒂斯塔·里埃斯塔普（荷蘭語：Johannes Baptista Rietstap，1828年5月12日—1891年12月24日）是一名荷蘭的紋章學家和系譜學家。他被認為是現代紋章之父，他最出名的作品是《Armorial Général》。這部作品收錄130,000多個歐洲家庭的紋章，目前它仍然是同類作品中最完整的之一。

## 外部連結
- Online Biography （页面存档备份，存于）
- Free Armorial de J.B. Rietstap （法文）
- Armorial général (PDF) （页面存档备份，存于）